# Feres Osrraia Nader
Féres Osrraia Nader (Bananal, 11 de março de 1939 — Barra Mansa, 29 de dezembro de 2017) foi um professor, empresário, advogado e político brasileiro, tendo integrado a Constituinte de 1988 como parlamentar e assumido os cargos de Deputado Federal (1986-1990, 1990-1994 e 1993-1994) e prefeito do município Barra Mansa (1973-1977). Ele morreu  aos 78 anos, na Santa Casa de Misericórdia de Barra Mansa , de insuficiência cardíaca e respiratória em decorrência de câncer em metástase . Ele morava em Bananal.

## Biografia
Féres Osrraia Nader era filho de Osrraia Pedro Nader e de Iracema Leite Nader. Natural de Bananal, em São Paulo, mudou-se para Barra Mansa aos 12 anos para estudar a noite e trabalhar como vendedor de verduras. Em 1958 foi para o banco de Santa Catarina e, através de concurso, passou para o Banco do Brasil, em 1962. 
Féres Nader trabalhou no Banco do Brasil e 1961 foi um dos fundadores da SOBEU-Associacão Barramansense de Ensino, mantenedora do UBM-Centro Universitário de Barra Mansa, onde graduou-se em Direito e Administracão.

## Carreira Política
Feres Nader iniciou sua vida política através do movimento estudantil, onde foi líder e presidente da União Barramansense dos Estudantes.
Ingressou na carreira política em novembro de 1972, elegendo-se prefeito de Barra Mansa pela legenda da Aliança Renovadora Nacional (Arena), partido de sustentação do regime militar instaurado no país em abril de 1964. Empossado em fevereiro de 1973, exerceu o mandato até o dia 31 de janeiro de 1977.
Com a extinção do bipartidarismo, em novembro de 1979, e a consequente reestruturação partidária, filiou-se ao Partido Democrático Social (PDS), sucessor da Arena, transferindo-se depois para o Partido Democrático Trabalhista (PDT), pelo qual conquistou uma cadeira de deputado federal constituinte pelo Rio de Janeiro no pleito de novembro de 1986. Empossado em fevereiro de 1987, foi titular da Subcomissão de Orçamento e Fiscalização Financeira, da Comissão do Sistema Tributário, Orçamento e Finanças, e suplente da Subcomissão de Garantia da Constituição, Reforma e Emendas, da Comissão da Organização Eleitoral, Partidária e Garantia das Instituições.
Votou a favor do rompimento de relações diplomáticas com países que praticassem políticas de discriminação racial, da jornada semanal de 40 horas, da remuneração 50% superior para o trabalho extra, da estabilidade no emprego, do aviso prévio proporcional, da manutenção da unicidade sindical, do presidencialismo, da instituição do voto facultativo aos 16 anos, do mandato de cinco anos para o presidente José Sarney, da pena de morte, da legalização do jogo do bicho e da nacionalização do subsolo.
Ainda durante a Constituinte transferiu-se para o Partido Trabalhista Brasileiro (PTB), e com a promulgação da nova Carta, em 5 de outubro de 1988, integrou-se aos trabalhos ordinários da comissão mista de Orçamento.
Em outubro de 1990 concorreu à reeleição pelo PTB, obtendo a primeira suplência. Deixou a Câmara Federal ao término do mandato, em janeiro do ano seguinte. Retornou em janeiro de 1993, substituindo o deputado João Mendes, nomeado para a Secretaria de Governo da prefeitura do Rio de Janeiro, na gestão de César Maia (1993-1996). Titular da Comissão de Economia, Indústria e Comércio, Nader voltou à condição de suplente quando Mendes reassumiu sua cadeira no Legislativo federal, em julho.
Féres Nader presidiu também a Associação dos Advogados do Estado do Rio de Janeiro e fez parte do Conselho Administrativo de Defesa Econômica. 

## Família
Féres Nader foi casado com Eni Teodoro Nader, que faleceu em 2011. Casou-se posteriormente com Elismar de Carvalho Ramos Nader. Teve cinco filhos, dentre eles, Carlos Nader que foi Deputado Federal entre 2001-2002 e 2003-2007, os empresários Júnio Nader e Thomaz Nader, a médica Mariana Nader e a estilista carioca Carol Nader. 
Seu irmão, José Leite Nader (Bananal, 24 de fevereiro de 1940 - Rio de Janeiro, 7 de Novembro de 2015) foi Governador Interino do Estado do Rio de Janeiro em 1991, presidente eleito da ALERJ no biênio 1991–1992 e reeleito em 1993–1994 e Deputado estadual no Rio de Janeiro 1974–1979 e entre 1983–1994.

## Publicações
Publicou O Cade e sua evolução e O ensino superior no Brasil.